# الأمراء الأحرار
حركة الأمراء الأحرار كانت حركة سياسية ليبرالية سعودية عرفت الوجود من 1958 إلى 1964. عُرف أعضاؤها باسم شباب نجد والأمراء الأحرار والأمراء الليبراليون. لم يطلق الأمراء الاسم على أنفسهم وإنما تم تسميتهم من قبل الإعلام المصري تيمنا بحركة الضباط الأحرار في مصر

## التأسيس
أسس الحركة طلال بن عبد العزيز آل سعود (رئيس الحركة) والأمير مشاري بن عبد العزيز آل سعود والأمير بدر بن عبد العزيز آل سعود والأمير تركي الثاني بن عبد العزيز آل سعود والأمير فواز بن عبد العزيز آل سعود، بعد التوترات التي شابت العلاقة بين الملك سعود بن عبد العزيز آل سعود و ولي العهد الأمير فيصل بن عبد العزيز آل سعود خرج أعضاء الحركة إلى لبنان ثم إلى مصر، وسُحبت منهم جوازات سفرهم الدبلوماسية، وخلال السنين التي قضوها خارج المملكة نادى الأمراء الخمسة بالعديد من المبادئ مثل إنشاء حكم دستوري وبرلماني في البلاد وفصل الأسرة الحاكمة عن الحكم، والمساواة بين الرجال والنساء وإلغاء العبودية، تنازلوا طواعية عن لقب أمير قبل عودتهم من المنفى في منتصف الستينيات، وتم العفو عنهم وتولى منهم الأمير فواز إمارة مكة المكرمة من سنة 1970م حتى 1980م.
تلقت الحركة دعما نسبيا من الطبقة المتوسطة السعودية الليبرالية (في ذلك الوقت كانت الطبقة المتوسطة صغيرة نسبيا)، ولكن لم تكن لديها قاعدة شعبية كبيرة داعمة لها. دعم الحركة إخوان الأمير طلال، نواف بن عبد العزيز آل سعود، فواز بن عبد العزيز آل سعود، بدر بن عبد العزيز آل سعود. شقيق آخر، عبد المحسن بن عبد العزيز آل سعود، أيد الحركة علانية واقترح إنشاء ملكية دستورية. بالإضافة إلى ذلك، تلقت الحركة أيضا الدعم من الأمراء الصغار في آل سعود ، وأيضا من وزير النفط آنذاك عبد الله الطريقي. قام ولي العهد فيصل بن عبد العزيز آل سعود بطرد العديد من أعضاء الحركة إلى لبنان، لكنه عفا عنهم لاحقا بعدما أصبح ملكاً على البلاد.

## المعارضة الملكية الداخلية
اقترح الأمير طلال إنشاء مجلس وطني في عام 1958. وصاغت الحركة مسودة دستور. نصت المسودة على وضع المزيد من السلطات في أيدي مجلس الوزراء، وإزالة معظم سلطات الملك، وإنشاء لجنة استشارية منتخبة جزئيا. كان معظم أفراد عائلة آل سعود يعارضون هذه الحركة بشدة، وقد رفض كل من الملك سعود وولي العهد الأمير فيصل إصلاحاتها في البداية. كما هاجم الملك سعود الحركة ووصفها بأنها «شيوعية مشفرة».
في مايو 1960، صرح الأمير طلال لصحيفة الجمهورية المصرية عن اتجاه تدريجي نحو «إنشاء الجمعية التأسيسية، أول دستور للبلاد، المحكمة العليا، ولجنة التخطيط العليا»، ومضى يقول «المشكلة تكمن في كيفية تنفيذ هذه الإنجازات».
ومع ذلك، في ديسمبر عام 1960، شكل أنصار طلال تحالفًا مع سعود لتقويض نفوذ فيصل المتزايد. قام سعود بترقية طلال من منصب وزير المواصلات إلى وزير المالية. ولكن في تحول للأحداث، بدأت الحركة في دعم العديد من إصلاحات ولي العهد فيصل.
في أواخر عام 1961، بدأ الملك سعود يفقد الدعم الكبير له وسط العائلة الحاكمة. ومن المفارقات أنه أصبح يعتمد بشكل متزايد على القوميين الناصريين القلائل في حكومته. تصالح سعود مع فيصل وفقا لشرط فيصل بإزالة الحركة تماما من مجلس الوزراء. تم نفي أعضاء الحركة إلى لبنان. خلال السنوات القليلة التي تلت ذلك، كان الأمير طلال يتنقل بين بيروت والقاهرة.
في نهاية عام 1962، شكل أعضاء الحركة جبهة التحرير الوطني العربية («حركة السعوديين الأحرار») في القاهرة، والتي يشار إليها عادة باسم حركة الأمراء الأحرار.

## العلاقات مع مصر والثورة اليمنية
اقتُبس اسمها من اسم حركة الضباط الأحرار، وهي مجموعة كان يقودها محمد نجيب وجمال عبد الناصر أطاحت بالنظام الملكي في مصر في ثورة 23 يوليو 1952.
صفق طلال لعبد الناصر بعد نجاح مصر في اختبارات الصواريخ بعيدة المدى. حتى بعد أن دعا ناصر إلى إسقاط حكم آل سعود في المملكة العربية السعودية بقوله: «لتحرير كل القدس، يجب على الشعوب العربية أن تحرر الرياض أولاً»، ذهب طلال إلى القاهرة للقاء ضباط الجيش المصري. أنصار طلال (الأمير فواز، الأمير بدر، وابن عمه سعد بن فهد) تم نفيهم أيضا إلى القاهرة.
ثورة 26 سبتمبر اليمنية التي تطورت إلى حرب باردة بين المملكة العربية السعودية ومصر، أدت إلى زيادة قوة ونفوذ حركة الأمراء الأحرار، والتي لم تطالب بالإطاحة الكاملة بالملكية في السعودية ولكن ببساطة إصلاحات ديمقراطية كبرى. في سبتمبر 1962، شجعت محطات الإذاعة المصرية والسورية واليمنية السعوديين علنا على التمرد ضد الملكية «الفاسدة» و «الرجعية» وإحلال أعضاء من الأمراء الأحرار محلهم.

## الخلاف مع عبد الناصر
دعا راديو اليمن (جهاز كان يسيطر عليه المصريون) لاغتيال آل سعود بمن فيهم الأمراء الأحرار. كان ذلك أحد الأسباب التي جعلت الأمراء الأحرار يشعرون بالضيق المتزايد من عبد الناصر.
في أغسطس 1963، أعلن طلال أنه كان «مخطئًا تمامًا» في الماضي وأشاد بإصلاحات فيصل. بحلول أوائل عام 1964، عاد الأمراء الأحرار من المنفى في بيروت وانتهى نشاط الحركة.